# Rhaphuma retrofasciata
Rhaphuma retrofasciata är en skalbaggsart som beskrevs av Dauber 2004. Rhaphuma retrofasciata ingår i släktet Rhaphuma och familjen långhorningar. Inga underarter finns listade i Catalogue of Life.